# Pandanus sphaericus
Pandanus sphaericus är en enhjärtbladig växtart som beskrevs av Harold St.John. Pandanus sphaericus ingår i släktet Pandanus och familjen Pandanaceae. Inga underarter finns listade.